# Lohe (Bayreuth)
Lohe ([ˈloːə] ) ist ein Gemeindeteil der kreisfreien Stadt Bayreuth in Oberfranken. Lohe liegt in der Gemarkung Bayreuth.

## Lage
Um die Einöde Lohe gruppieren sich Freizeitanlagen, Schrebergärten und der Kaninchenzuchtverein. Im Südwesten wird das Areal begrenzt durch die Bahnstrecke Schnabelwaid–Bayreuth, im Nordwesten durch die Bahnstrecke Weiden–Bayreuth und im Osten durch die Bundesautobahn 9.

## Geschichte
Lohe wurde 1950 auf dem Gemeindegebiet von Bayreuth gegründet.

### Einwohnerentwicklung
| Jahr      | 001950 | 001961 | 001970 | 001987 |
| Einwohner | 2      | 11     | 3      | 4      |
| Häuser    | 1      | 2      |        | 1      |
| Quelle    | [ 7 ]  | [ 8 ]  | [ 9 ]  | [ 1 ]  |

## Religion
Lohe ist evangelisch-lutherisch geprägt und nach St. Johannis gepfarrt.